# Sergio Peña y Lillo
Sergio Peña y Lillo Lacassie Psiquiatra chileno, profesor de la Universidad de Chile, escritor.

## Biografía
Nació en un hogar católico, su padre, de ascendencia española, era un agnóstico declarado y su madre era católica de ascendencia francesa. Sus primeros estudios los realizó en el colegio de Los Padres Alemanes, congregación del Verbo Divino, que en ese entonces se llamaba simplemente, Liceo Alemán.
Durante su infancia fue criado como un católico, pero luego, al llegar a los 15 años se declaraba como un agnóstico, ateo e incluso estuvo en el Partido Comunista.
Debido a su comportamiento, sus padres lo llevaron a un psiquiatra, Ignacio Matte Blanco (fundador de la Clínica Psiquiátrica de la Universidad de Chile) quien lo ayudó a mejorar algunos de sus problemas.

## En el Corazón de Cristo
En su libro, En el Corazón de Cristo, cuenta su viaje espiritual, hasta que llegó a Cristo, y al catolicismo. Es un libro parecido al de André Frossand. Una autobiografía espiritual.

## El Temor y la Felicidad
En este ensayo, se expone al temor y a la felicidad como experiencias contrapuestas en la vida del hombre, antagónicos que sin tener una correspondencia exacta desde el punto de vista gramatical, se vislumbran como emociones opuestas y excluyentes, donde el autor logra sistematizar un mecanismo de pensamiento equìvocado que impide ser feliz a las personas comunes, y que fue descubierto en su práctica psiquiátrica en treinta años de ejercicio profesional.

## Obras
- Autobiografía Religiosa, Una experiencia iniciática, Ed. Grijalbo, 2008
- Las Experiencias del Túnel y el Bardo, Ed. Grijalbo, 2007.

- El Temor y la Felicidad, Ed. Universitaria, 1989

- Puntos de Vista, Ed. Universitaria, 1999.

- La Manía de Adelgazar, Ed. Universitaria, 1997.

- El Enigma de lo Poético, Ed Universitaria, 1997

- Los Temores Irracionales, Ed. Universitaria, 1996.

- Amor y Sexualidad, Ed. Universitaria, 1995.

- La Angustia, Ed. Editorial Universitaria, 1993.

- En el Corazón de Cristo, Ediciones Paulina, 1990.